# Spina Centrale
La Spina Centrale (Spin-a Central in piemontese) è una vasta area urbana della città di Torino. In termini generali si tratta di un lungo tragitto che si sviluppa in direzione nord-sud nel territorio comunale, in posizione pressoché baricentrica rispetto al contesto cittadino, rappresentante il più grande intervento infrastrutturale realizzato in città dal secondo dopoguerra.
La zona, liberata dal passante ferroviario di Torino, è stata oggetto di una profonda e radicale riorganizzazione a livello urbanistico, con la realizzazione del nuovo Viale della Spina progettato sul sedime della vecchia ferrovia e la riqualificazione dell'intera area circostante, a partire dall'allacciamento col raccordo autostradale Torino-Caselle (all'altezza di corso Grosseto) per finire in largo Orbassano.
Il costruito Viale della Spina si avvale di caratteristiche architettoniche uniche lungo tutto il suo percorso. Il carattere principale, oltre all'impiego di materiali di qualità, sono i cosiddetti "pali bianchi", peculiari ed imponenti strutture tubolari a sostegno (non esclusivo) dell'impianto di illuminazione. Un altro tratto interessante è l'arricchimento del Viale con opere d'arte contemporanea, realizzate da artisti di fama internazionale.
Il progetto del Viale della Spina ha ispirato un'analoga idea per il progetto del "secondo passante di Torino", in corrispondenza dell'asse di corso Marche, ancora di ipotetica ed incerta realizzazione.

## Storia
Nella seconda metà degli anni ottanta, in concomitanza con la necessità di riorganizzare e potenziare il sistema ferroviario cittadino, il Comune di Torino cominciò a porre attenzione alle aree dismesse e degradate adiacenti al tracciato della ferrovia. L'idea generale era quella di dare un nuovo ordine all'assetto urbano della zona, migliorandone sia il tessuto logistico (trasporto ferroviario, collegamenti veicolari e ciclopedonali) sia la qualità offerta dai quartieri limitrofi (nuovi servizi, verde pubblico, ecc.).
Le basi del progetto comunale furono poste dal piano regolatore generale (PRG) adottato nel 1993 e approvato dalla Regione nel 1995. Redatto dagli architetti Vittorio Gregotti e Augusto Cagnardi, il piano proponeva come obiettivo la trasformazione urbana della cosiddetta Spina Centrale, progettata per l'appunto come una sorta di spina dorsale cittadina, potenzialmente in grado di sostenere l'intero assetto urbanistico.
Il primo passo prevedeva l'interramento del passante ferroviario di Torino, che per buona parte del suo percorso sarebbe defluito sottoterra, potenziando fra l'altro il sistema di interscambi e aumentando la disponibilità di mezzi pubblici in città. La conseguente rimozione della vecchia ferrovia su strada avrebbe quindi permesso una vasta riqualificazione in superficie, seguendo un progetto da attuare in due passaggi:
- una nuova e imponente arteria di comunicazione, denominata Viale della Spina, avrebbe preso il posto della vecchia ferrovia, connettendo vaste aree a lungo dismesse e fisicamente separate fra loro e realizzando una nuova direttrice nord-sud in posizione baricentrica per l'intera Torino, permettendo fra l'altro anche un nuovo accesso a nord per la città (tramite il collegamento fra il Viale e il raccordo autostradale Torino-Caselle, all'altezza di corso Grosseto);
- la copertura del passante avrebbe incentivato una massiccia riorganizzazione degli spazi urbani circostanti, con l'insediamento di nuovi servizi pubblici e privati, attività terziarie, parchi, residenze, collegamenti viari, ecc.

Data la vasta portata dei lavori, che interessano molteplici quartieri e circoscrizioni di Torino, il progetto fu scandito in quattro ambiti di trasformazione urbana, noti rispettivamente con i nomi di Spina 1, Spina 2, Spina 3 e Spina 4, che definiscono nello specifico le zone di intervento lungo il percorso della Spina Centrale.

### Spina 1

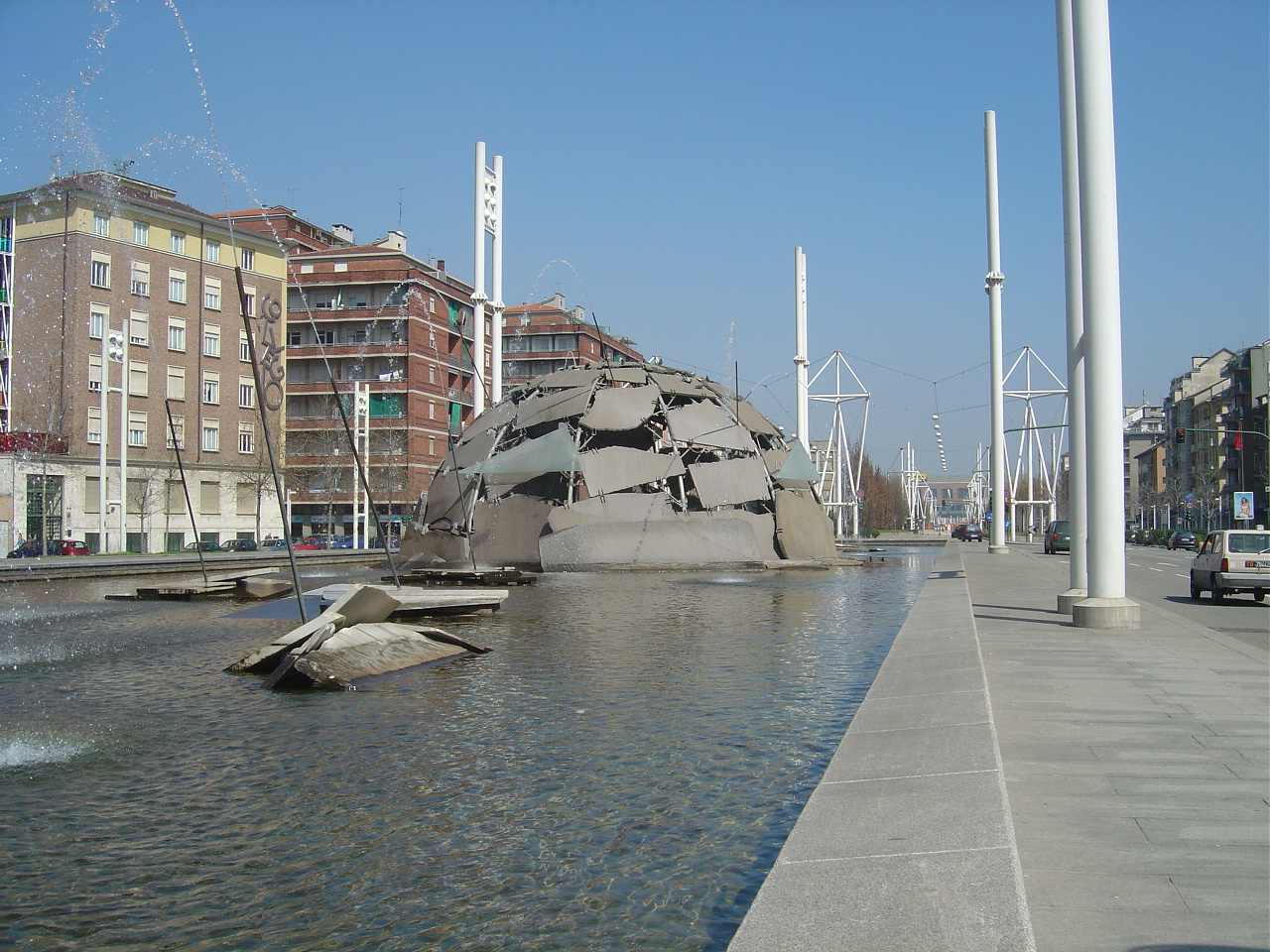
LIgloo di Mario Merz, diventato un nuovo simbolo di Torino, è una delle opere d'arte più imponenti del viale

Il percorso della Spina Centrale ha inizio in largo Filippo Turati, nella zona sud di Torino.
Il primo tratto, racchiuso fra largo Turati e largo Orbassano, è caratterizzato dal cosiddetto parco della Clessidra dalla curiosa pianta a forma di clessidra completato nel 2023. L'area verde sorge al di sopra del quadrivio Zappata, il posto di movimento - ad oggi interrato - che assicura la comunicazione tra le linee ferroviarie provenienti da Torino Porta Nuova, Torino Porta Susa, Torino Lingotto e Torino San Paolo. In questo ambito è prevista la costruzione della futura stazione di Torino Zappata.
Proseguendo oltre, il tratto compreso fra largo Orbassano e corso Vittorio Emanuele II, interessa corso Mediterraneo e il successivo corso Castelfidardo, uno dei più maestosi lungo tutto il Viale.
Grazie all'enorme spazio a disposizione, tra via Caboto e corso Peschiera si hanno tre corsie per senso di marcia, un controviale pavimentato con pietra di fiume, ampi spartitraffico verdi, marciapiedi, pista ciclabile. In questo ambito, largo Orbassano è stato totalmente riqualificato con aree verdi e una riorganizzazione viabile. All'interno del giardino centrale è stata posta l'opera d'arte dell'artista Per Kirkeby Opera per Torino.
L'incrocio tra corso Lione e corso Mediterraneo ospita la scultura dell'artista Mario Merz chiamata Igloo, immersa in un'ampia fontana. La scultura è diventata, nell'iconografia cittadina, uno dei simboli della riqualificazione della città; sui quattro lati dell'opera sono segnalati con scritte a neon rossi i quattro punti cardinali, apparentemente sbagliati (in realtà bisogna seguire la freccia indicata dal pannello triangolare trasparente posto sopra la scritta).
Nelle vicinanze di Igloo, e più precisamente nel triangolo compreso tra corso Lione, corso Mediterraneo e via Rivalta, il progetto originario prevedeva l'erezione del nuovo grattacielo della Regione Piemonte, spostato nel quartiere Nizza Millefonti per decisione della Giunta presieduta da Mercedes Bresso (2005 - 2010). Le cubature del piano regolatore tuttavia sono rimaste disponibili e il quartiere di Borgo San Paolo ora vede la riconversione di questo triangolo, un tempo occupato dagli stabilimenti industriali della Materferro, completato da un progetto che comprende la costruzione di due edifici a torre. Gli edifici, uno a destinazione terziario e l'altro a residenziale, avranno altezza rispettivamente di 100 e 65 metri.
Tra corso Mediterraneo e corso Ferrucci l'artista Giuseppe Penone ha creato un giardino-opera d'arte chiamato l'Albero-Giardino.

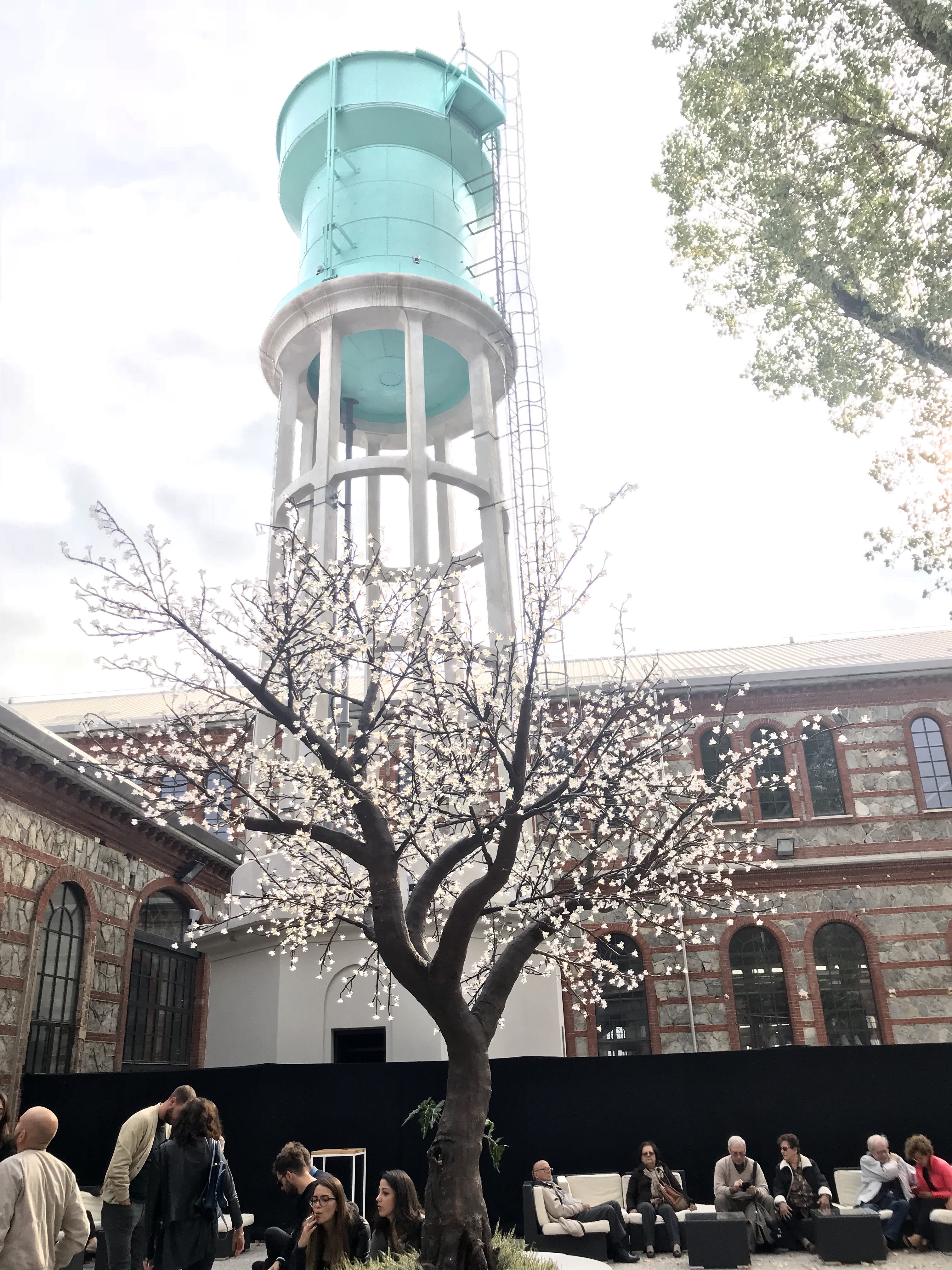
Veduta interni EX OGR

Nel tratto di corso Castelfidardo, il Viale attraversa le strutture del recente ampliamento del Politecnico di Torino. Queste lo scavalcano con una struttura a ponte in due punti. In corrispondenza di tali strutture, sarà realizzata sul lato ovest la piazza del Politecnico, che se da un lato sarà costeggiata dal Viale, sugli altri tre avrà come cornice edifici della struttura universitaria che disporranno anche di diversi locali e di strutture di intrattenimento. L'edificio ad ovest ospitava il quartier generale della General Motors Powertrain Torino passato successivamente alla società PUNCH Torino S.p.A (https://www.punchtorino.com/).
Nella stessa area, ad ovest di corso Castelfidardo, sono stati recuperati diversi edifici delle dismesse Officine Grandi Riparazioni (OGR) che ora ospitano aule, laboratori ed una mensa per gli studenti del Politecnico. Il recupero è iniziato con le manifestazioni per il centocinquantenario dell'Unità d'Italia e proseguito negli anni successivi.
Nel 2013 la Società OGR-CRT, costituita da Fondazione CRT, acquista le OGR ed avvia il grande progetto di riqualificazione della fabbrica in cui si riparavano i treni, lavori terminati nel 2017 con una prima inaugurazione pubblica con mostre e spettacoli musicali (tra cui tre concerti dei Kraftwerk) e definitivamente aperta al pubblico durante la primavera dell'anno 2018. Durante la pandemia da COVID-19 le OGR sono state utilizzate come ospedale da campo.

### Spina 2
La Spina 2, uno dei tratti più complessi del progetto, si estende per l'intero corso Inghilterra, da corso Vittorio Emanuele II a piazza Statuto.
Il Viale affianca la nuova stazione di Torino Porta Susa, posta fra corso Inghilterra e corso Bolzano e accessibile da entrambi i lati. La stazione, che ha sostituito lo storico impianto situato in piazza XVIII Dicembre, è dotata di binari interrati e in superficie presenta un fabbricato viaggiatori a forma di semicilindro trasparente. L'intera struttura occupa la sezione che va da corso Giacomo Matteotti a piazza XVIII Dicembre. Dopo Porta Susa, il viale supera con un sottopasso piazza Statuto.
Nella stessa area, oltre al già presente grattacielo dell'Intesa Sanpaolo, un progetto di RFI prevede anche la costruzione di un grattacielo di 100 metri. Tuttavia RFI non ha mai presentato un progetto definitivo per la costruzione del grattacielo, mentre nel frattempo il gruppo assicurativo Fondiaria Sai ha espresso più volte l'intenzione di costruire il proprio centro direzionale sulle aree della Spina che potrebbe sorgere sia in sostituzione di quello previsto da RFI sia nell'area di Spina 1 nel triangolo compreso tra corso Lione, corso Mediterraneo e via Rivalta.

### Spina 3

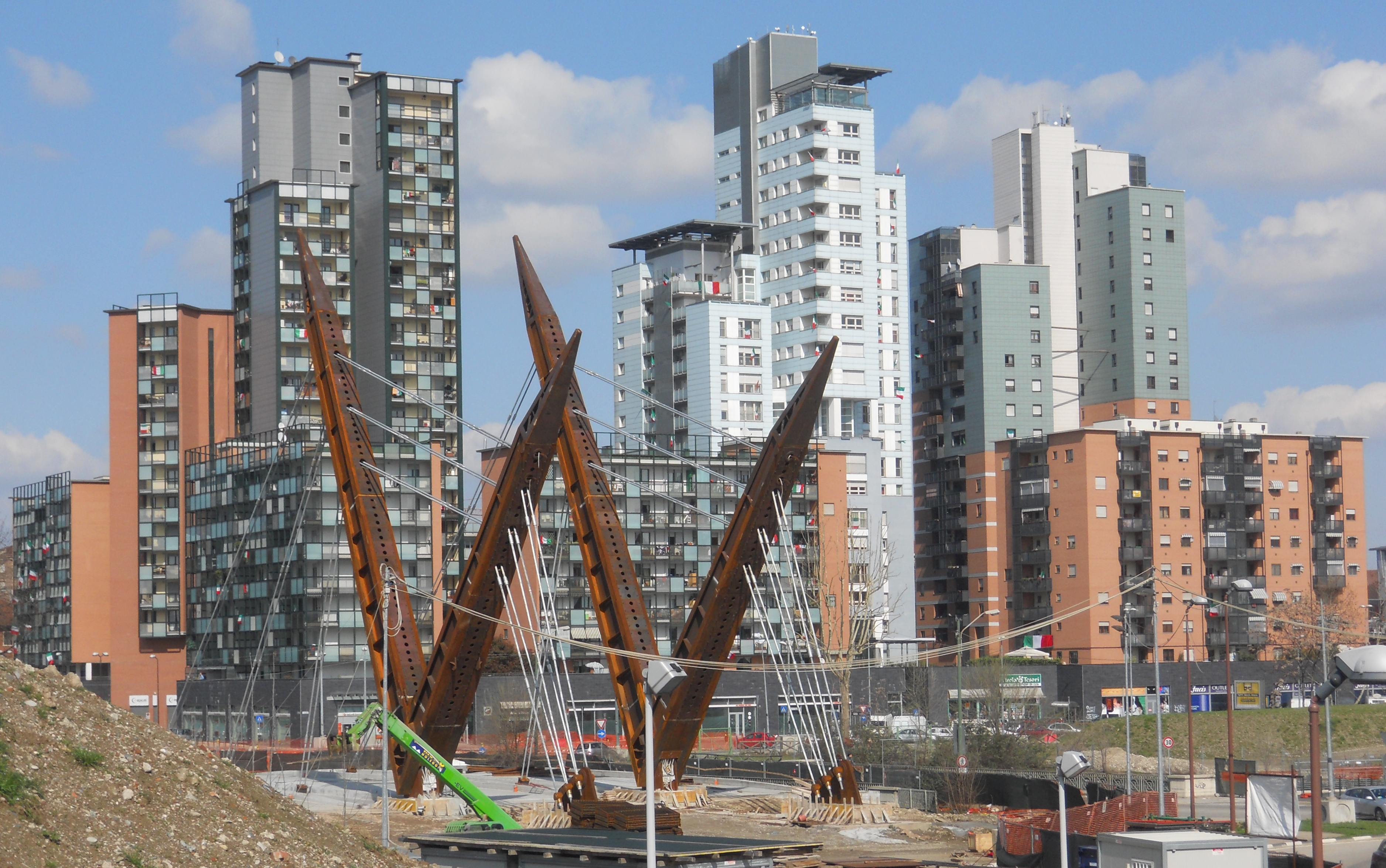
Le Torri Michelin Nord con, in primo piano, il nuovo ponte sulla Dora Riparia

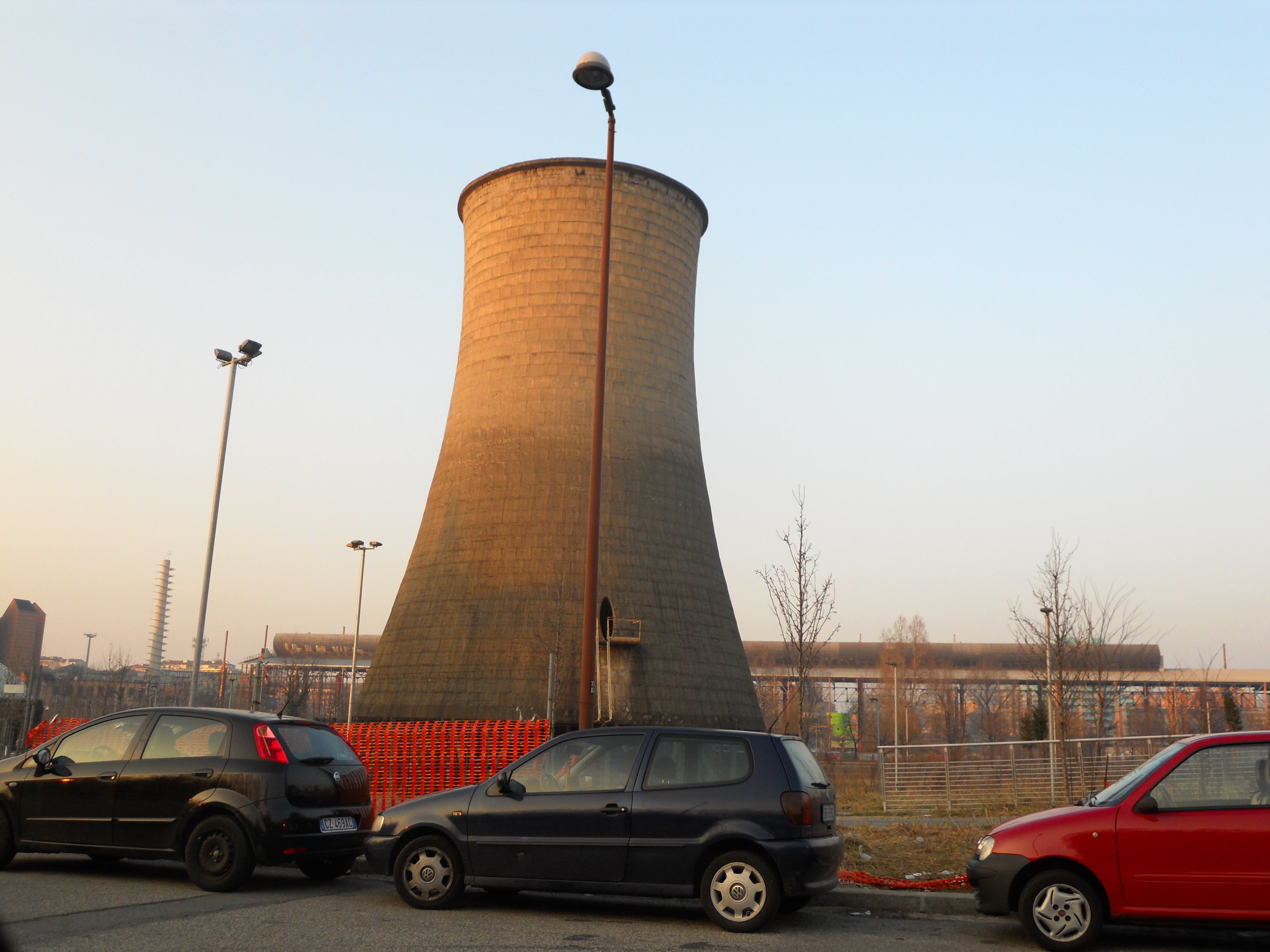
Torre di raffreddamento Parco Dora

Dei quattro ambiti del progetto, la Spina 3 occupa la superficie più ampia (oltre un milione di metri quadrati) e rappresenta uno dei più grandi interventi del Piano Regolatore di Torino, con investimenti complessivi di circa 800 milioni di euro. La sezione della Spina 3 corre lungo corso Principe Oddone, fino a piazza Baldissera.
L'area è a sua volta suddivisa in sette macrozone, create in corrispondenza di altrettanti fabbricati industriali dismessi intorno agli anni ottanta: i tre vecchi impianti siderurgici dell'ex Fiat Ferriere, divenuta in seguito Teksid (Valdocco, Vitali, Valdellatorre), gli ex stabilimenti Michelin, Paracchi, Fiat Nole, Ingest, e le Officine Savigliano. Queste aree nel complesso formano il parco Dora (450.000 m²), le cui linee guida sono state definite dall'architetto Andreas Kipar e la progettazione affidata allo studio Peter Latz e associati.
Nell'area Valdocco si trova l'Environment Park, complesso di uffici immersi nel verde, nato da operazioni di trasformazione urbana, sorto sulle aree ex Valdocco (circa 71.000 m²), realizzato tra il 1997 e il 2000 su progetto di Emilio Ambasz, Benedetto Camerana e Giovanni Durbiano, attraverso finanziamenti dell'Unione europea. Sempre nel comprensorio Valdocco lo studio Isola Architetti ha realizzato il complesso residenziale Isole nel Parco, dove è situato uno degli edifici più alti della città, la residenza La Torre (70 m). Nell'area Valdocco Nord è stato realizzato il principale villaggio media per le Olimpiadi 2006, costituito da tre torri da circa 70 metri che si affacciano su corso Mortara. Dopo il 2006, il villaggio media è stato riconvertito quasi per intero a residenza popolare. Tra l'Environment Park e l'ex villaggio media è stata infine ultimata la sezione del parco chiamata Valdocco, a cavallo della Dora. Ancora, nel tratto compreso fra i ponti di corso Principe Oddone (ponte Alberto del Belgio) e di via Livorno (ponte Amedeo IX il Beato) è stato riportato alla luce nel 2018 il fiume Dora Riparia, interrato in quest'area all'epoca dell'espansione industriale.
Di fronte all'Environment Park, in parte dell'area Michelin (circa 100.000 m²), è stato inaugurato nel 2003 il Centro commerciale Dora, comprensivo della multisala cinematografica The Space e dell'ipermercato Ipercoop con galleria commerciale e parcheggio multipiano. L'area è compresa tra via Livorno, via Treviso e corso Umbria. L'insediamento, finanziato dalla società Sviluppo Dora-Novacoop e da un gruppo di imprenditori milanesi, comprende anche una nuova area residenziale in corso Umbria, per complessivi 350 alloggi. L'area Michelin del parco Dora ospita ampie aree verdi con camminamenti sopraelevati, ma è stata mantenuta l'ex torre evaporativa della Michelin come arredo.

Le aree Vitali e Teksid, in cui un tempo sorgevano le ferriere Teksid, sono racchiuse tra via Orvieto, via Verolengo, via Valdellatorre, corso Potenza, via Nole e la Dora stessa, sono separate da via Borgaro e attraversate dal sottopasso Carlo Donat-Cattin. Il recupero, firmato dallo studio di architetti francese Buffi Associés, accoglie un comprensorio di terziario (il Vitalipark), l'ipermercato della catena Conad, l'Art Hotel Olympic e aree residenziali. Dell'ex stabilimento Vitali è stata trattenuto lo scheletro con tettoia, e l'area ospita campi da calcio, tennis, basket, skate ed è utilizzata per manifestazioni ed eventi. Nell'area tra piazza Piero della Francesca, via Valdellatorre e via Nole è stata costruita la nuova sede della curia di Torino. Il complesso include anche la nuova chiesa del Santo Volto, progettata dall'architetto Mario Botta.
 Dal 2011 via Livorno e via Orvieto sono collegate da un nuovo, ampio ponte strallato che affianca il vecchio ponte Amedeo IX il Beato, oggi pedonalizzato e con percorso ciclabile e ribattezzato "Ponte vittime dell'immigrazione".

### Spina 4

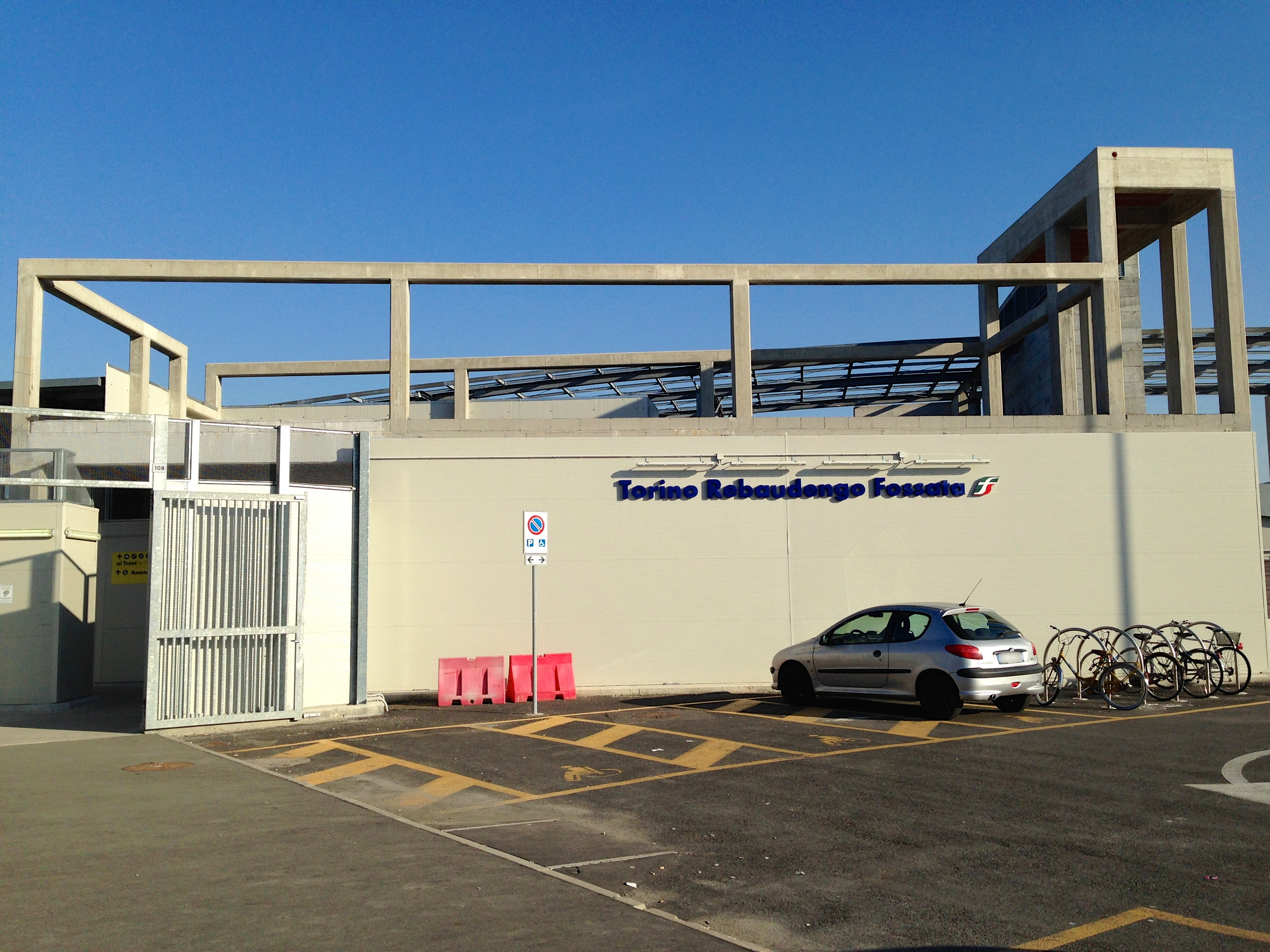
La stazione di Torino Rebaudengo Fossata, ancora in fase di ultimazione per ciò che riguarda il fabbricato viaggiatori

La Spina 4, ultimo tratto della Spina Centrale, si sviluppa lungo l'asse di corso Venezia, a partire da piazza Generale Antonio Baldissera per finire all'altezza di corso Grosseto, attraversando in ultimo il parco Sempione. La riqualificazione interessa l'area delimitata da corso Vigevano, via Stradella, corso Venezia, il parco Sempione e via Francesco Cigna.
Dal punto di vista logistico, l'interramento del passante ha comportato l'allargamento e l'allungamento di corso Venezia, in conformità con il resto del Viale della Spina, che nel tratto finale si allaccia al raccordo autostradale per Caselle. Si tratta di un accesso a nord per la città, che permette un più facile e veloce collegamento fra il centro di Torino e l'aeroporto di Caselle.
Il Parco Sempione, dal canto suo, è stato fortemente rivoluzionato dai lavori in corso d'opera, soprattutto nel suo lato ovest (parte integrante di Borgo Vittoria) che già ospita la recente stazione di Torino Rebaudengo Fossata. Sul lato est, invece, si attesterà la Linea 2 della metropolitana di Torino, che avrà qui il suo terminale nord.
Oggetto di riqualificazione è anche l'area tra via Cigna e corso Venezia, un tempo connotata fortemente dalla presenza di fabbriche ed impianti industriali. Sulle ceneri delle vecchie fabbriche sono stati costruiti nuovi edifici residenziali, un nuovo centro commerciale (all'angolo fra via Cigna e corso Vigevano), il Museo dedicato al pittore Ettore Fico e il Parco Spina 4, intitolato ad Aurelio Peccei con il pieno recupero dell'ex INCET, con la riconversione a centro polifunzionale e l'insediamento di loft, ristoranti, una caserma dei carabinieri (inaugurata il 14 luglio 2014) e un asilo.
In corrispondenza di Borgo Vittoria si è avuto nel periodo 2017-2019 il recupero della storica cascina Fossata, con la creazione di un centro polifunzionale per il quartiere composto da una residenza collettiva temporanea, un centro di ospitalità, attività di commercio e somministrazione, spazi per attività associative ed artigianale, aree verdi e altri servizi di utilità pubblica.

## Galleria d'immagini

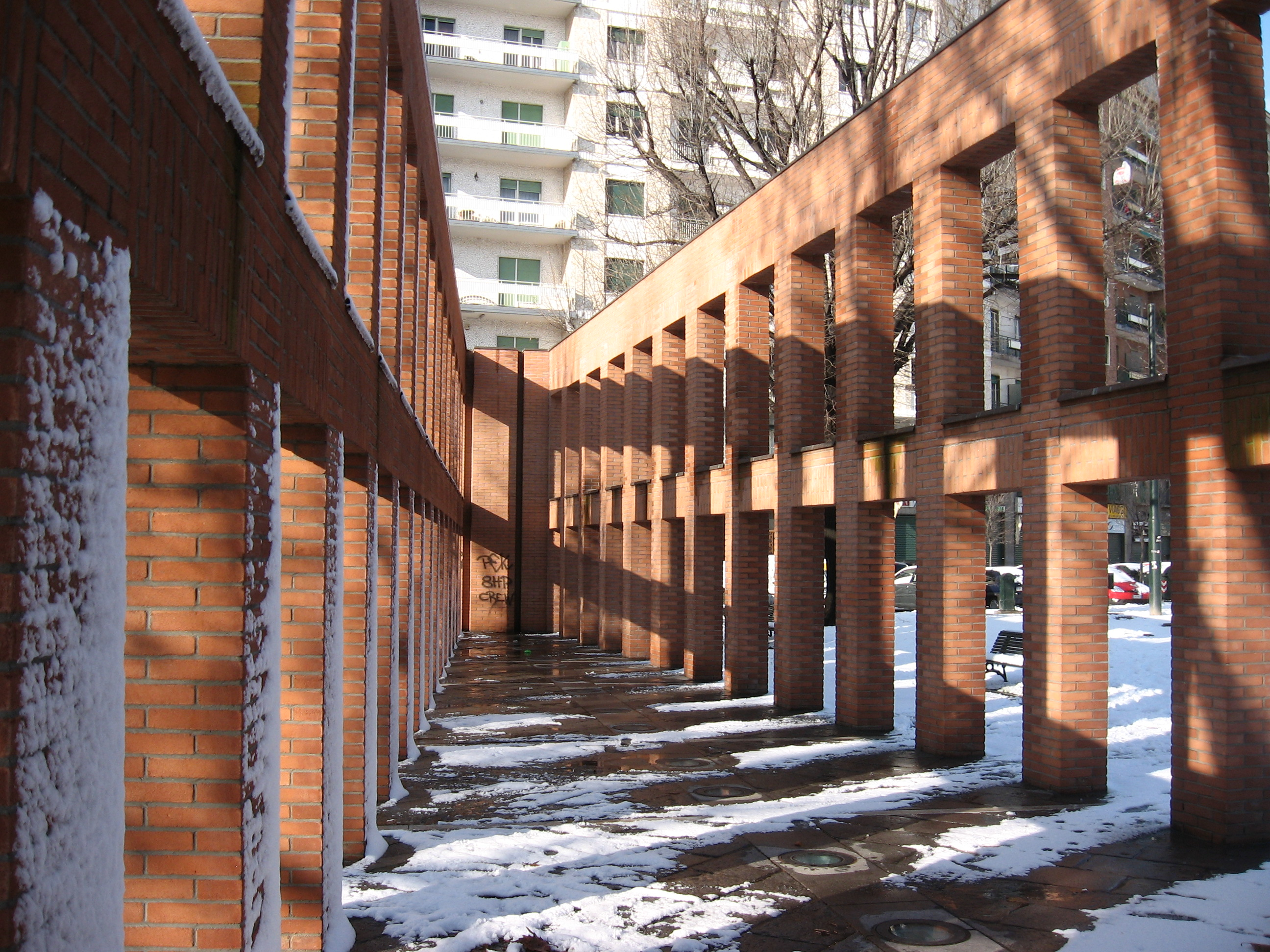
L'Opera per Torino dell'artista danese Per Kirkeby, posta in largo Orbassano
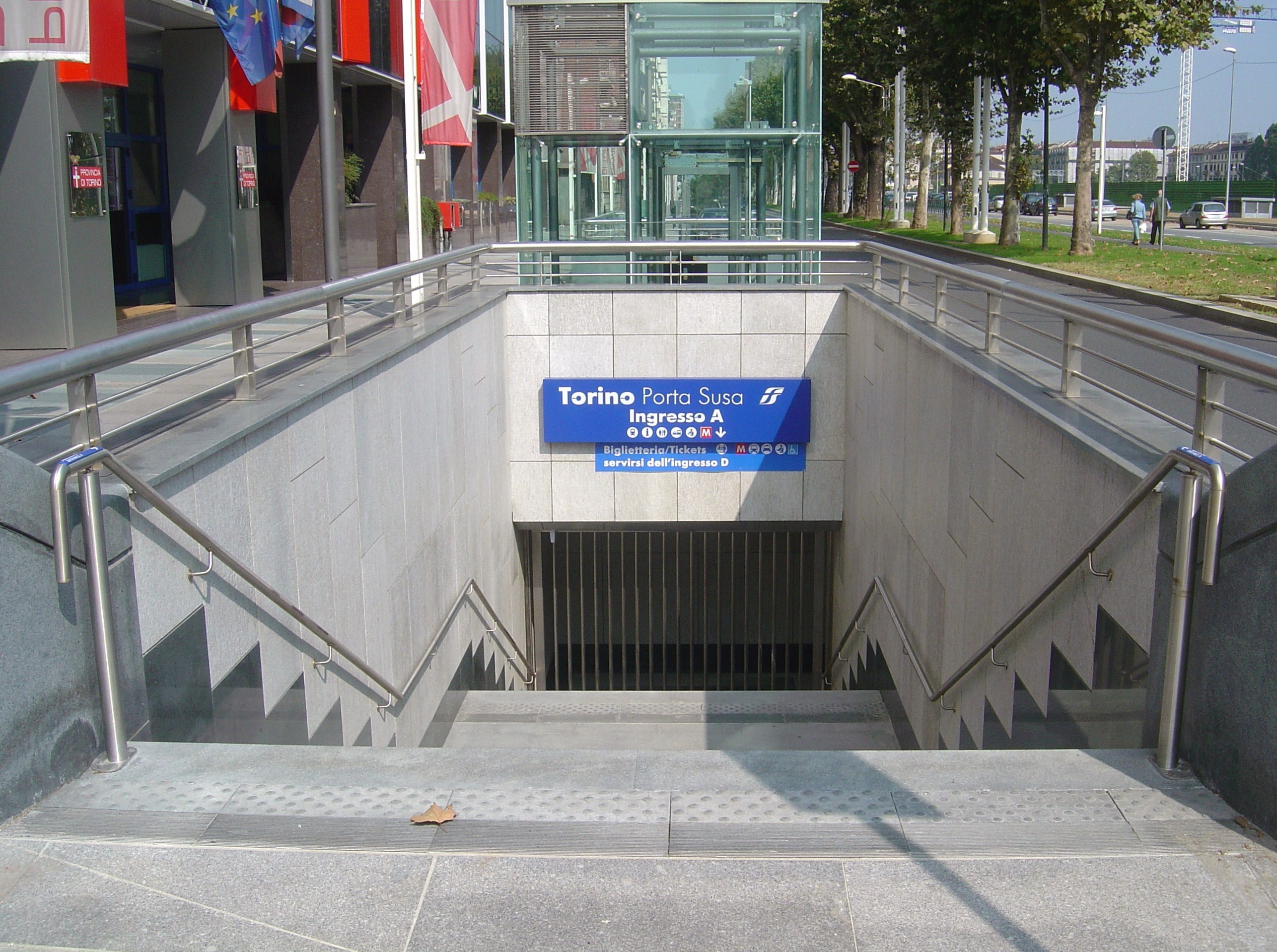
L'accesso A dei nuovi binari sotterranei presso corso Inghilterra, di fronte al palazzo della Provincia di Torino
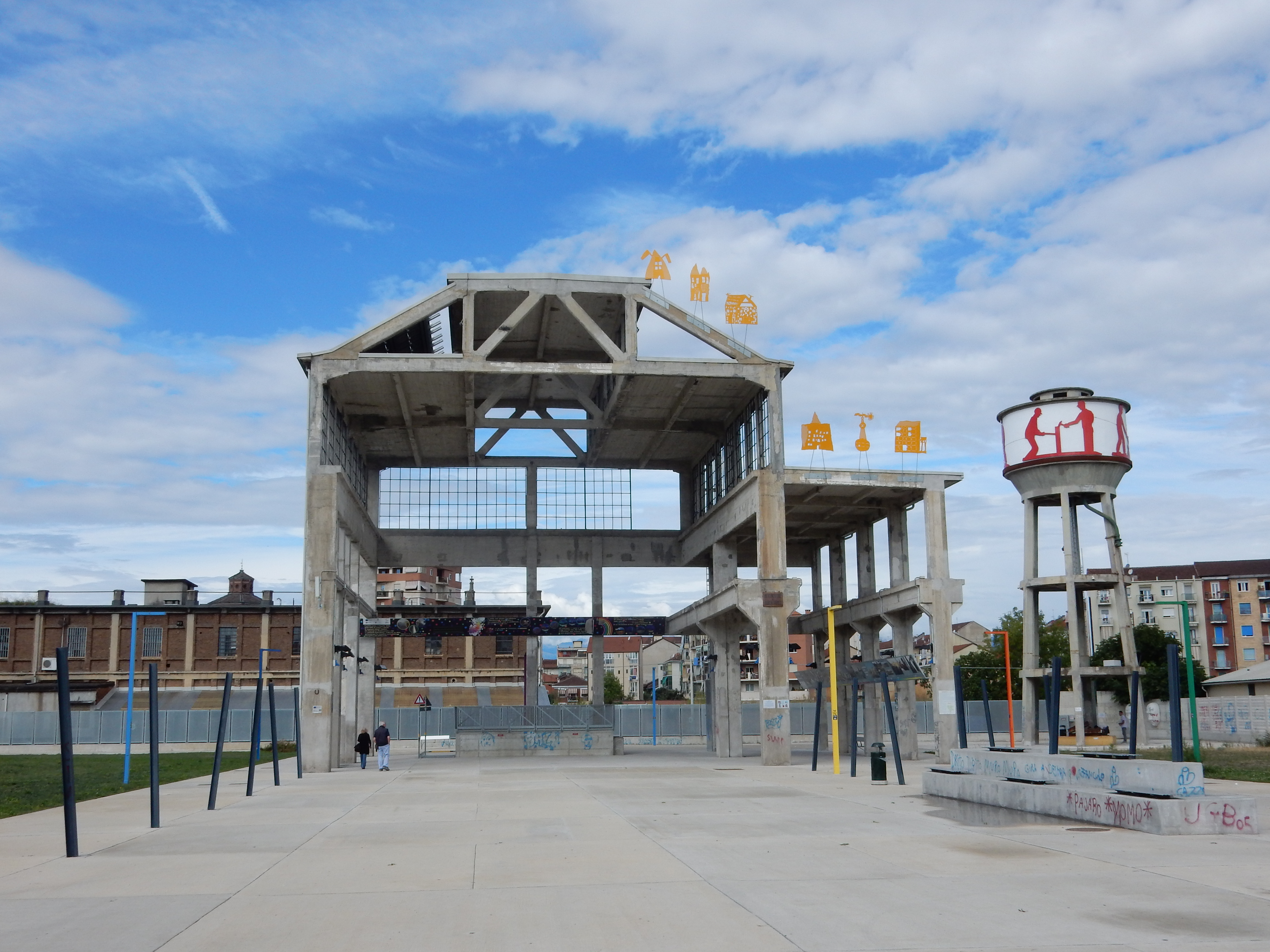
Strutture post industriali Parco PECCEI
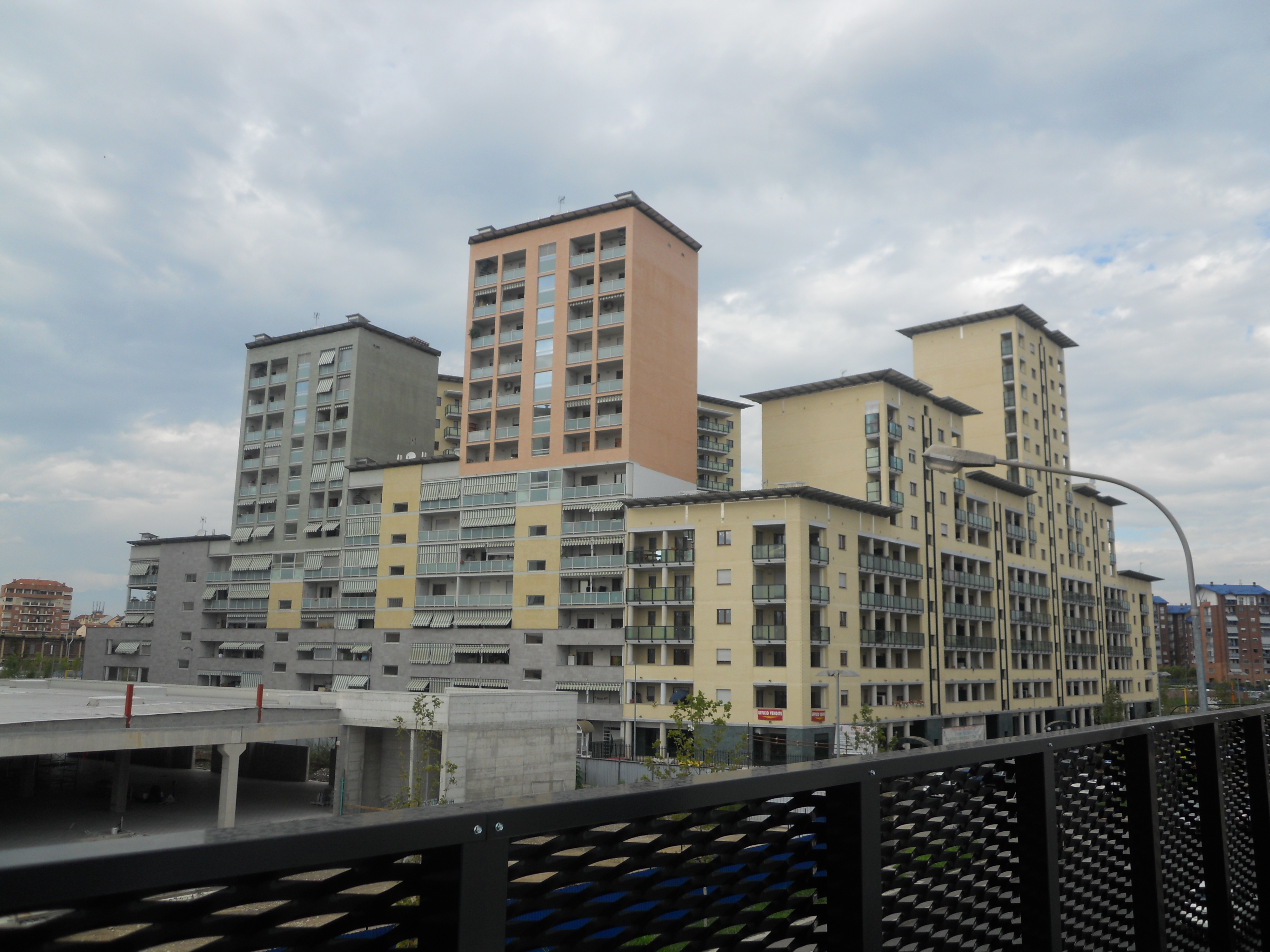
Abitazioni sulla Spina 4 in Via Cigna
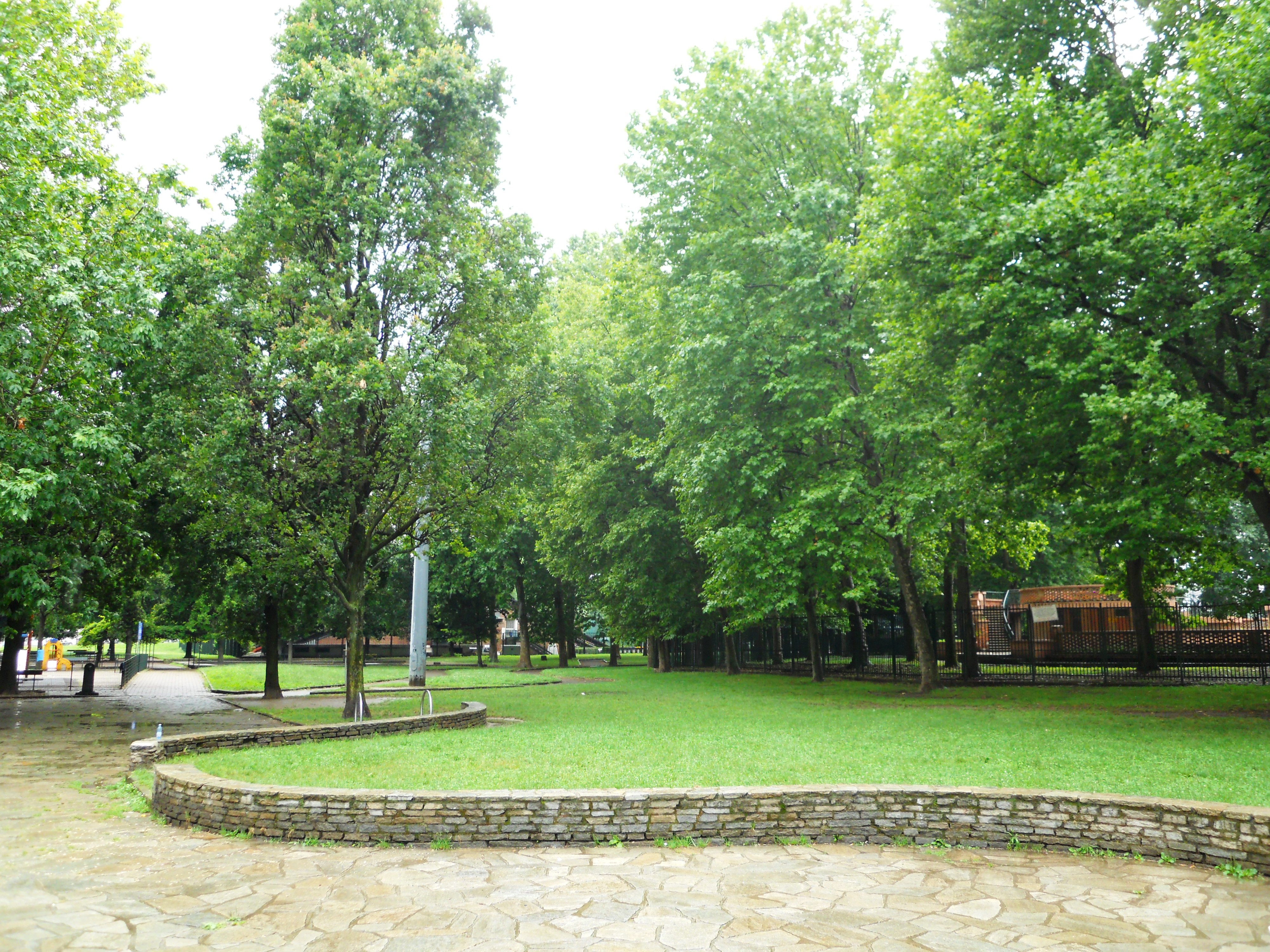
Scorcio del parco Sempione